# 恋愛時代
『恋愛時代』（れんあいじだい）は、野沢尚の恋愛小説で、1996年12月に幻冬舎より刊行された。1997年、第4回島清恋愛文学賞受賞。

## あらすじ
元夫婦である早勢理一郎(34)と衛藤はる(26)は、離婚した後も何かと理由をつけては会う奇妙な関係。ある日、話題は再婚のことになるが、意地っ張りな二人は自分の手で互いの結婚相手を探し出すと言ってしまう。そして理一郎は、はるの高校時代の友人で子持ちの小笠原かすみ(26)と、はるは理一郎との結婚式で介添え役を務めた永冨匠平(28)と付き合うことになったのだが……。

## 登場人物
早勢理一郎〈34〉
はるの元夫。
衛藤はる〈26〉
理一郎の元妻。
小笠原かすみ〈26〉
はるの高校時代の友人で子持ち。
永冨匠平〈28〉
理一郎とはるの結婚式で介添え役を務めた。

## テレビドラマ

### 韓国版
ソン・イェジンとカム・ウソン主演でテレビドラマ化され、2006年に韓国の放送局SBSで放送された。全16話。野沢の作品が映像化されるのは『深紅』以来2年ぶり、連続ドラマ化されるのは『眠れぬ夜を抱いて』以来4年ぶりとなった。ストーリー自体は後半の一部を除けばほぼ原作に沿って作られている。

### 日本版
2015年4月2日から同年6月18日まで毎週木曜日23:59 - 翌0:54に、読売テレビ制作・日本テレビ系の「木曜ドラマ」枠で放送された。主演は本作が民放の連続ドラマでは初主演となる比嘉愛未、共演は満島真之介。

#### キャスト
衛藤 はる（えとう はる）<28>
演 - 比嘉愛未
スポーツクラブのインストラクター。理一郎の元妻。理一郎と4年前に結婚したが、1年半後（現在から2年半前）に離婚した。その後、至る所で理一郎と出会い、口喧嘩になるが、仲がいい。荒巻小百合の親友。
早勢 理一郎（はやせ りいちろう）
演 - 満島真之介
カフェが併設されている書店の店員。はるの元夫。はると4年前に結婚したが、1年半後（現在から2年半前）に離婚した。その後、至る所ではると出会い、口喧嘩になるが、仲がいい。はるには離婚の慰謝料200万円をローンにして毎月1万円、はるの口座に振り込んでいる。先端恐怖症。
衛藤 しず夏（えとう しずか）
演 - 松川星
はるの妹。大学4年生。就職活動で苦戦している。大学寮で暮らしているが、門限時間が厳しく、たまにはるの家に転がり込む。はると理一郎のことは良く理解していて、はるの愚痴の相手をする。
小笠原かすみ（おがさわら かすみ）
演 - 佐津川愛美
バツイチで子持ち。はるの小学校・中学校時代の友人。シングルマザーで子育てに奮闘中。気に入った結婚相手を探していて、男捜しにスポーツクラブに入会し、インストラクター名にはるの名前があったことから再会する。
小笠原 彩（おがさわら あや）
演 - 横山芽生
かすみの娘。生意気な女の子。
永冨 匠平（ながとみ しょうへい）
演 - 淵上泰史
結婚式場の宴会担当。4年前に結婚式場で、はるのウェディングドレス姿を見て一目惚れした。実はその結婚式場であるホテルなどを営むグループ企業の御曹司。
喜多嶋 竜一（きたじま りゅういち）
演 - 佐藤隆太
はるの妹・しず夏が通う大学の准教授で専門は家族社会学。水恐怖症（昔、四万十川でおぼれかけた経験がある）で、はるがいるスポーツジムで水泳の特訓中。はるに興味を抱いている。
喜多嶋 貴子（きたじま たかこ）
演 - 霧島れいか
喜多嶋の妻。財産のある家に生まれ育ち、夫・竜一の仕事のための研究費も実家から援助していた。夫との結婚は政略的で、何年も前から結婚生活は冷めており、夫・竜一から度々離婚を求められているが、自身は離婚届に判を押すことを拒否している。プライドが高く、ブランド物を好む華やかな女性。
海江田 護（かいえだ まもる）
演 - 中尾明慶
産婦人科医。理一郎の幼なじみ。何かと理一郎の相談に乗ったりして世話を焼く。はると理一郎が離婚の原因ともなった出来事を知る唯一の人物で、二人には何とか復縁して欲しいと心の中で願っている。
衛藤 銀一（えとう ぎんいち）
演 - 大石吾朗
はるの父親。長崎で牧師をしている。最近は、地方のラジオに出演し、恋愛相談コーナーで人気がある。妻の死以来はるとは疎通になっていたが、はる自身もネットで番組を視聴しつつ他人を装いながら自身の悩みを番組宛に電話を掛けていた（銀一も電話の相手ははるだと気付いていたようで、最後は本番中にもかかわらず「はる」と呼び、カウンセラーとしてはもとより父親として我が娘へのエールを送っている）。
織田 多実子（おだ たみこ）
演 - 芦名星
料理学校講師。理一郎が高校時代にもっとも恋心を抱くも結局告白出来ず片想いに終わっていた。同窓会で理一郎と再会する。
荒巻 小百合（あらまき さゆり）
演 - 江口のりこ
宅配会社勤務。はるの大学時代の先輩で元レスリング日本代表選手。男勝りな性格だが、時々はるの家に上がり込んでは色々相談に乗ったりと面倒見が良い。海江田同様、はると理一郎の復縁を心から願っている。
鬼塚 のぞみ（おにづか のぞみ）
演 - 川添野愛
劇中早勢 理一郎が務めるBook&Coffeeのバイトスタッフ。
村上 良太（むらかみ りょうた）
演 - 河合透真
劇中早勢 理一郎が務めるBook&Coffeeのスタッフ。現在彼女無し、過去もなし。
花籠のおかみ
演 - 町田マリー
はると理一郎の行きつけの居酒屋「花籠」を一人で切り盛りするおかみ。

#### スタッフ
- 原作 - 野沢尚『恋愛時代』（幻冬舎文庫）
- 脚本 - 藤井清美
- 音楽 - 未知瑠
- 演出 - 藤村享平
- 助監督 - 森裕史
- 主題歌 - 西内まりや「ありがとうForever...」（SONIC GROOVE）
- 撮影 - 安藝孝仁
- 照明 - 稲城健
- 撮影 - 武田健文
- 編集 - 伊藤伸行
- 技術プロデューサー - 藤井弘章
- 選曲 - 泉清二
- 音響効果 - 神取涼子
- 美術 - 秋元博
- 美術進行 - 吉野雅弘
- 装飾 - 西村徹
- 大道具 - 滝沢博史
- 番組宣伝 - 今村紀彦、熊谷有里子、嶋岡良介（ytv）
- ホームページ - 金澤みゆき（ytv）
- チーフプロデューサー - 木谷俊樹（ytv）
- プロデューサー - 西川義嗣、汐口武史（ytv）、津嶋敬介、石田麻衣（ホリプロ）
- 制作協力 - ホリプロ
- 制作著作 - 読売テレビ

| 読売テレビ制作・日本テレビ系 木曜ドラマ                                  | 読売テレビ制作・日本テレビ系 木曜ドラマ | 読売テレビ制作・日本テレビ系 木曜ドラマ |
| 前番組                                                                   | 番組名                                  | 次番組                                  |
| ------------------------------------------------------------------------ | --------------------------------------- | --------------------------------------- |
| 五つ星ツーリスト 〜最高の旅、ご案内します!!〜 （2015年1月8日 - 3月26日） | 恋愛時代 （2015年4月2日 - 6月18日）     | 婚活刑事 （2015年7月2日 - 9月17日）     |